# Paramount+
Paramount+ (ранее CBS All Access) — стриминговый сервис OTT, работающий по подписке и управляемый CBS. Предоставляет доступ к новому и старому контенту CBS, а также прямым трансляциям основных телеканалов медиахолдинга при наличии подобной возможности со стороны местных партнёров.

## История

Логотип CBS All Access (2014—2021)

28 октября 2014 года CBS запустил CBS All Access, стриминговый видеосервис по технологии ОТТ с ежемесячной абонентской платой в 5,99 долларов (9,99 долларов без рекламы), позволяющий пользователям смотреть прошлые и новые эпизоды телешоу CBS. Анонсированный 16 октября (через сутки после анонса HBO аналогичного сервиса HBO Now), All Access стал первым ОТТ сервисом от американских телевизионных сетей, к этому моменту CBS имело онлайн-трансляцию на CBS.com и мобильные приложения для смартфонов и планшетов. 7 апреля и 14 мая 2015 года CBS All Access стала доступной на устройствах Roku и Chromecast.
Вдобавок к трансляции полнометражных эпизодов программ CBS, сервис даёт прямой эфир местных партнёров CBS (включая телеканалы, принадлежащие Tribune Broadcasting, Sinclair Broadcast Group, Hearst Television, Tegna Media, Nexstar Broadcasting Group, Media General, Meredith Corporation, Griffin Communications, Raycom Media, Weigel Broadcasting, Cox Media Group и CBS Television Stations), вместе со спортивными трансляциями SEC и НФЛ. Вместе с тем, ряд спортивных трансляций недоступна (среди них мероприятия PGA Tour и ряд телешоу).
1 декабря 2016 года телеканал сообщил о заключении соглашения с НФЛ о начале трансляции её игр на CBS All Access начиная с тринадцатой недели сезона 2016 года В то же время трансляция игр была доступна только абонентам Verizon Wireless как часть рекламного соглашения данной компании с лигой. В сезоне 2018 года данное соглашение окончилось, сделав доступ к трансляциям свободным для всех устройств.
К февралю 2017 года CBS All Access имел почти 1,5 млн подписчиков.
В августе 2017 года CBS сообщило о планах расширить присутствие сервиса за границы США. Первым иностранным рынком стала Канада, вскоре возникли сообщения об аналогичной участи для Австралии, где CBS купила бродкастера Network 10.
В сентябре 2017 года с дебютом сериала Звёздный путь: Дискавери сервис привлёк рекордное число новых подписчиков за день, неделю и месяц. Предыдущий рекорд был связан с трансляцией церемонии Грэмми 2017 года.
Во многом благодаря этому в начале 2018 г. сервис имел более 2 млн подписчиков. Приток новых пользователей помимо вышеуказанного сериала привлекла прямая трансляция 60-й церемонии Грэмми.
В апреле 2018 года CBS All Access стал впервые доступным за пределами США, дебютировав в Канаде.
В декабре 2018 г. сервис запустился в Австралии под маркой 10 All Access
4 марта 2021 года сервис был перезапущен под новым названием «Paramount+», в качестве своего расширения.
На территории России бренд был представлен 1 июня 2020 года по подписке на сервисе Okko.
24 февраля 2021 года во время мероприятия для инвесторов компания ViacomCBS объявила, что на Paramount+ состоятся премьеры новых кинотеатральных релизов 2021 года от Paramount Pictures (таких как «Тихое место 2», «Топ Ган: Мэверик» и «PAW Patrol: The Movie») через 45 дней после их выхода в прокат, а премьера других будущих кинотеатральных релизов от Paramount состоится либо после их выхода в прокат, либо после показа на Epix (который в тот же день заключил новое соглашение с ViacomCBS о предоставлении контента для Paramount+, что позволит последним релизам от Paramount быть доступными на сервисе среди других наименований).

## Программирование

### Собственные проекты
2 ноября 2015 года было объявлено, что первым оригинальным сериалом CBS All Access станет «Звёздный путь: Открытие», сюжетно не связанный с вышедшим в 2016 году фильмом «Стартрек: Бесконечность».
Премьерный показ сериала «Хорошая борьба», спин-оффа «Хорошей жены», состоялся на CBS 19 февраля 2017 года, оставшиеся девять эпизодов стали эксклюзивом для CBS All Access.
2 августа 2016 года стало известно о выходе осенью на CBS All Access онлайн-версии реалити телешоу «Большой брат», впервые для стриминговых сервисов. Ведущей осталась Джули Чен, новый сезон был назван «Big Brother: Over the Top».
Телесериал Halo, основанный на игровой франшизе Xbox, станет эксклюзивной премьерой Paramount+ в первом квартале 2022 года. ViacomCBS также объявила, что Paramount+ будет создавать новый контент, основанный на классических шоу, включая «Танец-вспышка», «Фрейзер», «АйКарли», «Бивис и Баттхед» и другие.

### Синдицированные и архивные проекты
Последние эпизоды программ CBS обычно доступны на CBS.com и Paramount+ через сутки после премьеры.
Сервис также имеет каталоги большинства сериалов, транслирующихся на CBS как в настоящее время (за рядом исключений, вроде Теории Большого взрыва), так и в прошлом через программную библиотеку CBS Television Distribution (к ним относятся и проекты Paramount Television для CBS и других телесетей, полученные в ходе разделения CBS и Viacom).

## Запуск
| Дата выпуска       | Страна / территория       |
| ------------------ | ------------------------- |
| 28 октября 2014    | Соединённые Штаты Америки |
| 23 апреля 2018     | Канада                    |
| 4 декабря 2018     | Австралия                 |
| 1 июня 2020 (Okko) | Россия                    |
| 4 марта 2021       | Аргентина                 |
| 4 марта 2021       | Боливия                   |
| 4 марта 2021       | Бразилия                  |
| 4 марта 2021       | Чили                      |
| 4 марта 2021       | Колумбия                  |
| 4 марта 2021       | Коста-Рика                |
| 4 марта 2021       | Доминиканская Республика  |
| 4 марта 2021       | Эквадор                   |
| 4 марта 2021       | Сальвадор                 |
| 4 марта 2021       | Гватемала                 |
| 4 марта 2021       | Гондурас                  |
| 4 марта 2021       | Мексика                   |
| 4 марта 2021       | Никарагуа                 |
| 4 марта 2021       | Панама                    |
| 4 марта 2021       | Парагвай                  |
| 4 марта 2021       | Перу                      |
| 4 марта 2021       | Уругвай                   |
| 4 марта 2021       | Венесуэла                 |
| 25 марта 2021      | Дания                     |
| 25 марта 2021      | Норвегия                  |
| 25 марта 2021      | Швеция                    |
| 25 марта 2021      | Финляндия                 |
| 2023               | Великобритания            |
| 2023               | Ирландия                  |
| 2023               | Франция                   |
| 2023               | Германия                  |
| 2023               | Нидерланды                |
| 2023               | Италия                    |
| 2023               | Люксембург                |
| 2023               | Швейцария                 |
| 2023               | Бельгия                   |
| 2023               | Австрия                   |
| 2023               | Испания                   |
| 2023               | Португалия                |
| 2023               | Казахстан                 |
| 2023               | Украина                   |
| 2023               | Польша                    |
| 2023               | Венгрия                   |